# Джардин, Уильям

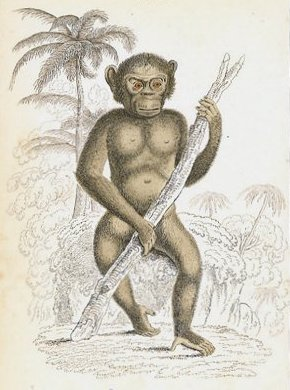
Иллюстрация сэра Уильяма Джардина, 1833

Сэр Уильям Джардин (англ. William Jardine; 23 февраля 1800, Эдинбург —  21 ноября 1874, Сандаун) — шотландский орнитолог, издатель трудов по зоологии.

## Биография
Джардин сделал естествознание доступным для всех слоёв викторианского общества, отредактировав и выпустив сорок томов чрезвычайно популярной книжной серии «Библиотеки натуралиста» (The Naturalist’s Library, 1833—1843). Из них 14 томов были посвящены орнитологии, 13 томов — млекопитающим, 7 томов — энтомологии и 6 томов — ихтиологии. Каждая предметная область была под контролем одного из ведущих специалистов. Джеймс Дункан, известный шотландский энтомолог, написал тома о насекомых. Среди художников, иллюстрировавших книги, был Эдвард Лир. На обложке был изображён портрет французского энтомолога Пьера Андре Латрейля.
Кроме того, Джардин курировал вопрос издания «Natural History of Selborne» Гилберта Уайта (1720—1793) и тем самым популяризировал труд натуралиста. Джардин издал также «Illustrations of Ornithology» (1825—1843) американского орнитолога Александра Вильсона.
Джардин впервые описал многочисленные виды птиц, в одиночку или вместе со своим другом Прайдоксом Селби.

## Некоторые публикации
- The natural history of humming-birds (1833)
- The natural history of fishes of the perch family (1835)
- The natural history of the Nectariniadae, or sun-birds (1843)
- Memoirs of Hugh Edwin Strickland, M.A. (1858)